# (4257) Ubasti
(4257) Ubasti es un asteroide que forma parte de los asteroides Apolo y fue descubierto por Jean E. Mueller el 23 de agosto de 1987 desde el observatorio del Monte Palomar, Estados Unidos.

## Designación y nombre
Ubasti recibió inicialmente la designación de 1987 QA.
Más adelante, en 1991, se nombró por Ubasti, una diosa de la mitología griega.

## Características orbitales
Ubasti orbita a una distancia media de 1,647 ua del Sol, pudiendo acercarse hasta 0,8758 ua y alejarse hasta 2,419 ua. Su excentricidad es 0,4683 y la inclinación orbital 40,72 grados. Emplea en completar una órbita alrededor del Sol 772,2 días.
Ubasti es un asteroide cercano a la Tierra.

## Características físicas
La magnitud absoluta de Ubasti es 15,8.